# Gurutze Frades
Gurutze Frades Larralde (* 14. September 1981 in Durango) ist eine spanische Triathletin. Sie führt die Bestenliste spanischer Triathletinnen auf der Ironman-Distanz an.

## Werdegang
Gurutze Frades wurde von 2011 bis 2014 vier Mal in Folge spanische Meisterin auf der Triathlon-Langdistanz.

### Siegerin Ironman 2015
2015 erreichte sie im Februar den dritten Platz bei der Staatsmeisterschaft auf der Duathlon-Langdistanz. Im Juni wurde Gurutze Frades in Schweden Vierte bei der Triathlon-Weltmeisterschaft auf der Langdistanz.
Im August konnte sie die Erstaustragung des Ironman Vichy in Frankreich für sich entscheiden.
Im Mai 2017 wurde sie Vierte beim Ironman Brasil und sie erzielte mit 9:01:00 h die schnellste Zeit einer spanischen Athletin auf der Ironman-Distanz. 2017 qualifizierte sie sich für den Ironman Hawaii und die damals 36-Jährige belegte bei den Ironman World Championships im Oktober auf Hawaii den 22. Platz.
Im April 2018 wurde Gurutze Frades Sechste beim Ironman South Africa und im Juli wurde sie in Dänemark Siebte bei der ITU-Weltmeisterschaft auf der Triathlon-Langdistanz. Im April 2019 wurde Frades Zweite beim Ironman South Africa.
Im September 2020 wurde sie Dritte bei der Staatsmeisterschaft auf der Triathlon-Mitteldistanz. Im November 2021 wurde die 40-Jährige in 8:31:12 Stunden mit persönlicher Bestzeit auf der Ironman-Distanz Zweite in Cozumel beim Ironman Mexico.
Im Mai 2022 wurde sie Neunte bei den erstmals außerhalb von Hawaii ausgetragenen und vom Oktober 2021 verschobenen Ironman World Championships. Im November gewann sie mit dem Ironman Mexico ihr zweites Ironman-Rennen.
Im November 2023 gewann die 42-Jährige mit dem Ironman Mexico ihr viertes Ironman-Rennen.

## Sportliche Erfolge
| Datum/Jahr    | Platz | Wettbewerb                                           | Austragungsort | Zeit     | Bemerkung                         |
| ------------- | ----- | ---------------------------------------------------- | -------------- | -------- | --------------------------------- |
| 4. Mai 2024   | 7     | Ironman 70.3 St. George                              | St. George     | 04:26:11 | US-Championships                  |
| 24. Sep. 2023 | 3     | Ironman 70.3 Cozumel                                 | Cozumel        |          |                                   |
| 25. Sep. 2022 | 1     | Ironman 70.3 Cozumel                                 | Cozumel        |          |                                   |
| 26. Sep. 2020 | 3     | ESP Middle Distance Triathlon National Championships | Bilbao         | 04:21:45 | Staatsmeisterschaft Mitteldistanz |
| 24. Sep. 2017 | 2     | Ironman 70.3 Augusta                                 | Augusta        |          |                                   |
| 17. Sep. 2016 | 2     | Challenge Mogán                                      | Gran Canaria   | 04:50:13 | Zweite hinter Emma Bilham         |
| 25. Okt. 2015 | 2     | Ironman 70.3 Turkey                                  | Belek          |          |                                   |

| Datum/Jahr    | Platz | Wettbewerb                                         | Austragungsort  | Zeit     | Bemerkung                                            |
| ------------- | ----- | -------------------------------------------------- | --------------- | -------- | ---------------------------------------------------- |
| 22. Sep. 2024 | 15    | Ironman World Championships                        | Nizza           | 09:41:01 | hinter der Siegerin Laura Philipp                    |
| 19. Nov. 2023 | 1     | Ironman Mexico                                     | Cozumel         | 07:36:10 | ohne Schwimmen, Marathon in 2:49:23 Std.             |
| 16. Juli 2023 | 1     | Ironman Vitoria-Gasteiz                            | Vitoria-Gasteiz | 08:46:18 | Siegerin mit neuem Streckenrekord                    |
| 7. Mai 2023   | 3     | ITU Long Distance Triathlon World Championships    | Ibiza           | 06:06:48 | Weltmeisterschaft auf der Triathlon-Langdistanz      |
| 20. Nov. 2022 | 1     | Ironman Mexico                                     | Cozumel         | 08:40:47 |                                                      |
| 6. Okt. 2022  | 15    | Ironman Hawaii                                     | Hawaii          | 09:20:58 | [ 3 ]                                                |
| 7. Mai 2022   | 9     | Ironman St. George                                 | St. George      | 09:13:35 | Ironman World Championships 2021                     |
| 21. Nov. 2021 | 2     | Ironman Mexico                                     | Cozumel         | 08:31:12 | persönliche Bestzeit auf der Ironman-Distanz         |
| 7. Apr. 2019  | 2     | Ironman South Africa                               | Port Elizabeth  | 08:40:47 | verkürzte Schwimmdistanz; 2:52:40 h für den Marathon |
| 14. Juli 2018 | 7     | ITU Long Distance Triathlon World Championships    | Fyn             | 06:12:18 | ITU-Weltmeisterschaft Triathlon-Langdistanz          |
| 15. Apr. 2018 | 6     | Ironman South Africa                               | Port Elizabeth  | 09:30:14 |                                                      |
| 14. Okt. 2017 | 22    | Ironman Hawaii                                     | Hawaii          | 09:45:51 |                                                      |
| 28. Mai 2017  | 4     | Ironman Brasil                                     | Florianópolis   | 09:01:00 |                                                      |
| 29. Mai 2016  | 3     | Ironman Brasil                                     | Florianópolis   | 09:15:52 |                                                      |
| 14. Nov. 2015 | 2     | Ironman Malaysia                                   | Langkawi        | 09:49:09 |                                                      |
| 30. Aug. 2015 | 1     | Ironman Vichy                                      | Vichy           | 09:25:27 | bei der Erstaustragung                               |
| 27. Juni 2015 | 4     | ITU Long Distance Triathlon World Championships    | Motala          | 05:48:25 | Triathlon-Weltmeisterschaft auf der Langdistanz      |
| 9. Nov. 2014  | 1     | ESP Long Distance Triathlon National Championships | Lanzarote       | 07:19:15 | beim Ocean Lava Triathlon                            |
| 6. Okt. 2013  | 1     | ESP Long Distance Triathlon National Championships | Barcelona       | 09:28:51 | bei der Challenge Barcelona-Maresme                  |
| 1. Juni 2013  | 7     | ITU Long Distance Triathlon World Championships    | Belfort         | 05:08:18 | Triathlon-Weltmeisterschaft auf der Langdistanz      |
| 30. Sep. 2012 | 1     | ESP Long Distance Triathlon National Championships | Barcelona       | 09:51:38 |                                                      |
| 6. Nov. 2011  | 1     | ESP Long Distance Triathlon National Championships | Orihuela        | 07:17:35 |                                                      |

| Datum/Jahr    | Platz | Wettbewerb                                        | Austragungsort | Zeit     | Bemerkung |
| ------------- | ----- | ------------------------------------------------- | -------------- | -------- | --------- |
| 22. Feb. 2015 | 3     | ESP Long Distance Duathlon National Championships | Orihuela       | 04:00:49 |           |

(DNF – Did Not Finish)